# Niittysaari (ö i Birkaland, Tammerfors, lat 61,50, long 24,88)
Niittysaari är en ö i Finland. Den ligger i sjön Vehkajärvi och i kommunen Kangasala i den ekonomiska regionen Tammerfors och landskapet Birkaland, i den södra delen av landet, 150 km norr om huvudstaden Helsingfors. Öns area är 3,8 hektar och dess största längd är 300 meter i sydväst-nordöstlig riktning.